# Roni Dalumi
Roni Dalumi, en hebreu: רוני דלומי, és una cantant israeliana nascuda a Omer el 15 de setembre de 1991, guanyadora de la setena edició de Kojav nolad (Neix un estel), malgrat rebre dures crítiques dels jutges durant tot el programa.
Dalumi va començar a cantar quan tenia 12 anys, després de 7 anys ballant en la Companyia de ball Bat-Dor a Beerxeba. Va ser coronada pels mitjans del sud d'Israel com a Estel prometedor del sud. Com ella rememora, quan li va dir a la seva família que volia ser cantant ells es van sentir malament per ella perquè no sabien que ella podia fins i tot compondre cançons.
Va participar en diversos concursos a Israel i a l'estranger, obtenint el primer lloc en cada ocasió, i va participar en "Shir Nolad", un festival de cançó infantil, en 2006.
Dalumi està treballant actualment en el seu primer senzill amb el guanyador de la sisena edició de Kojav Nolad, Irael Bar-On i protagonitzarà una comèdia de situació inspirada en Hanna Montana. La sèrie que es dirà "El programa de Roni Dalumi" i està produït pels productors Kojav Nolad i Dalumi s'interpretarà a si mateixa.